# Аблязово (Оренбургская область)
 Аблязово — село в Саракташском районе Оренбургской области. Входит в состав Чёрноотрожского сельсовета.

## География
Находится на левом берегу реки Сакмара на расстоянии примерно 18 километров по прямой на запад-северо-запад от районного центра поселка Саракташ.

## История
Основано в 1784 году переселенцами из разных мест (Уфимского наместничества, Пензенской губернии, из деревень Аксубай Буинской округи Симбирского наместничества, из деревни Дрожжевое). Предположительно, деревня названа в честь одного из первых переселенцев по имени Абляз. По данным 1795 года деревня Аблязово состояла из 30 дворов. В начале XX века часть населения села уезжает осваивать новые земли во второй отдел Оренбургского казачьего войска (ныне Челябинская область, Агаповский район). Так с 1901 по 1905 годы появляется в станице Магнитной новый посёлок Аблязово. В 30-е годы организован колхоз «Красная заря». В 1957 году село вошло в состав совхоза «Колос».

## Население
| 2010 |
| ---- |
| 137  |

Население составляло 167 человека в 2002 году (татары 92 %), 137 по переписи 2010 года.